# Гайдудорог
Гайдудорог (угор. Hajdúdorog) — місто на сході Угорщини в регіоні Північний Великий Альфельд, у медьє Гайду-Бігар.

## Географія
Гайдудорог знаходиться за 30 кілометрів на північний захід від Дебрецена та за 20 кілометрів на північний захід від міста Ньїредьгаза. Місто розташоване в рівнинній місцевості на схід від національного парку Гортобадь. Місто зв'язане місцевими автодорогами з навколишніми містами. У місті є залізнична станція на гілці Дебрецен — Тисалйок.

## Історія
Гайдудорог є одним з так званих «старих гайдуцьких міст». Перша письмова згадка про місто походить з 1301 року.
У місті діє Гайдудорозька єпархія, яка була створена 1912 року Францом Йосифом І під тиском угорського уряду і затверджена Пієм X. До складу її входило 162 парафії. Вірні Гайдудорозької єпархії — угорці східного обряду, переважно нащадки мадяризованих русинів-українців, які компактними островами і в діаспорі жили в північно-східній частині Угорщини, продовжуючи закарпатські українські поселення в Паннонській низовині.
У 17—18 ст. серед них існувала ще «руська» національна свідомість і деякі форми власного культурного життя. Зугорщення охопило їх у 19 ст., руйнуючи рештки самобутности в церковно-слов'янській мові та церковній організації. В кінці 19 століття серед мадяризованого кліру і світської інтелігенції почався підтриманий угорським урядом рух за запровадження угорської богослужбової мови в мадяризованих парафіях та за відокремлення їх від українських мукачівської і пряшівської єпархій. Проте в Римі таких ініціатив не підтримували. Перший переклад Літургії Івана Золотоустого угорською з'явився у 1795 році, а протягом ХІХ століття було ще кілька видань.

## Герб
На гербі знаходиться турецька голова, проштрикнута шаблею. Це з часів боротьби угорців проти турків, коли угорці були під владою Османської імперії.

## Населення
Станом на 1 січня 2015 року населення міста становить 8677 осіб.
Населення за роками:

## Пам'ятки

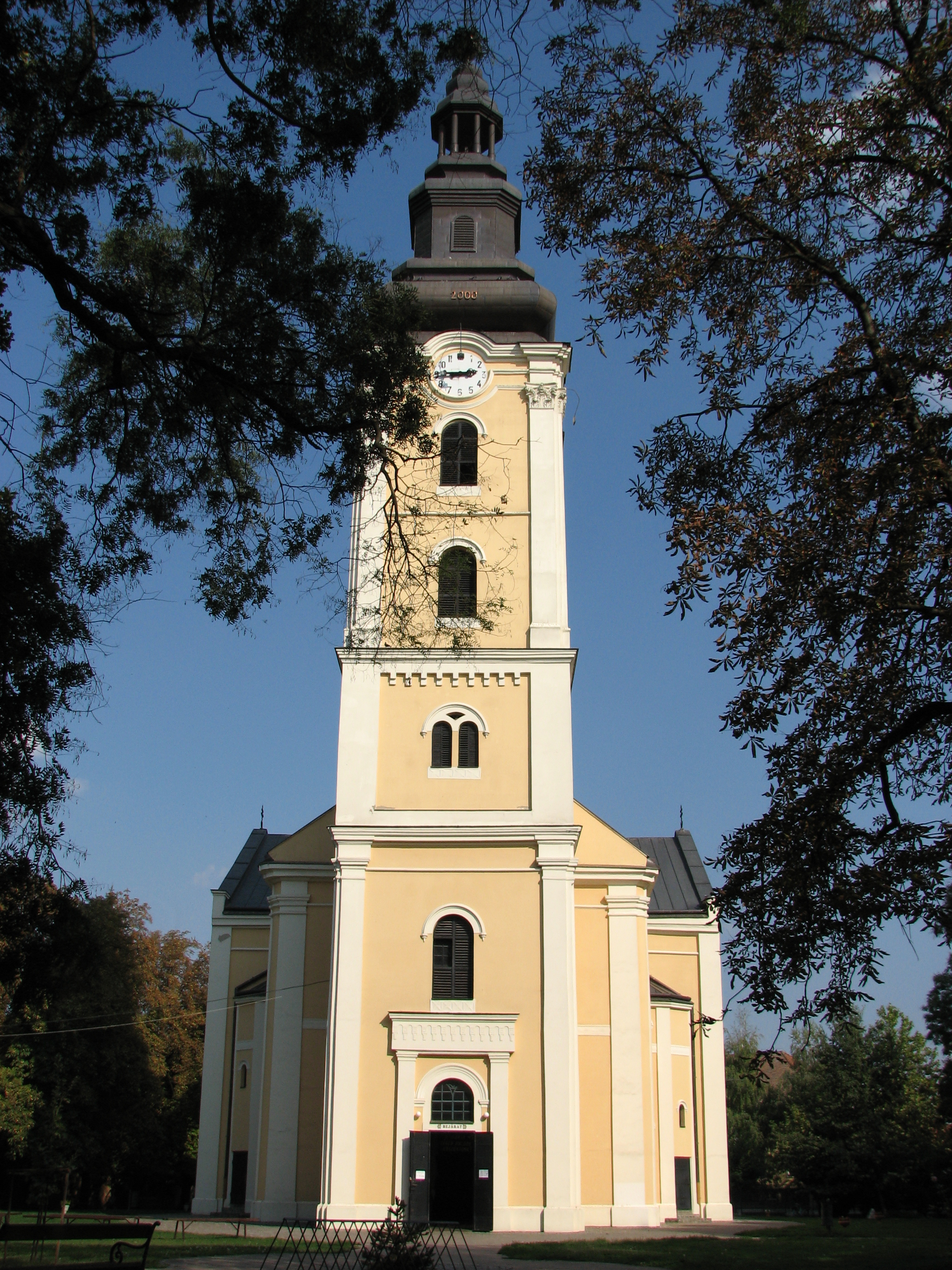
Собор Введення в храм Пресвятої Богородиці (греко-католицький), Гайдудорог

У 1912 року Франц Йосиф I під тиском папи Пія X заснував Гайдудорозьку греко-католицьку єпархію, після чого місто стало центром угорської греко-католицької церкви.
З 2015 року — центр греко-католицької метрополії. Головна визначна пам'ятка міста — кафедральний греко-католицький собор «Введення в храм Пресвятої Богородиці».

## Галерея

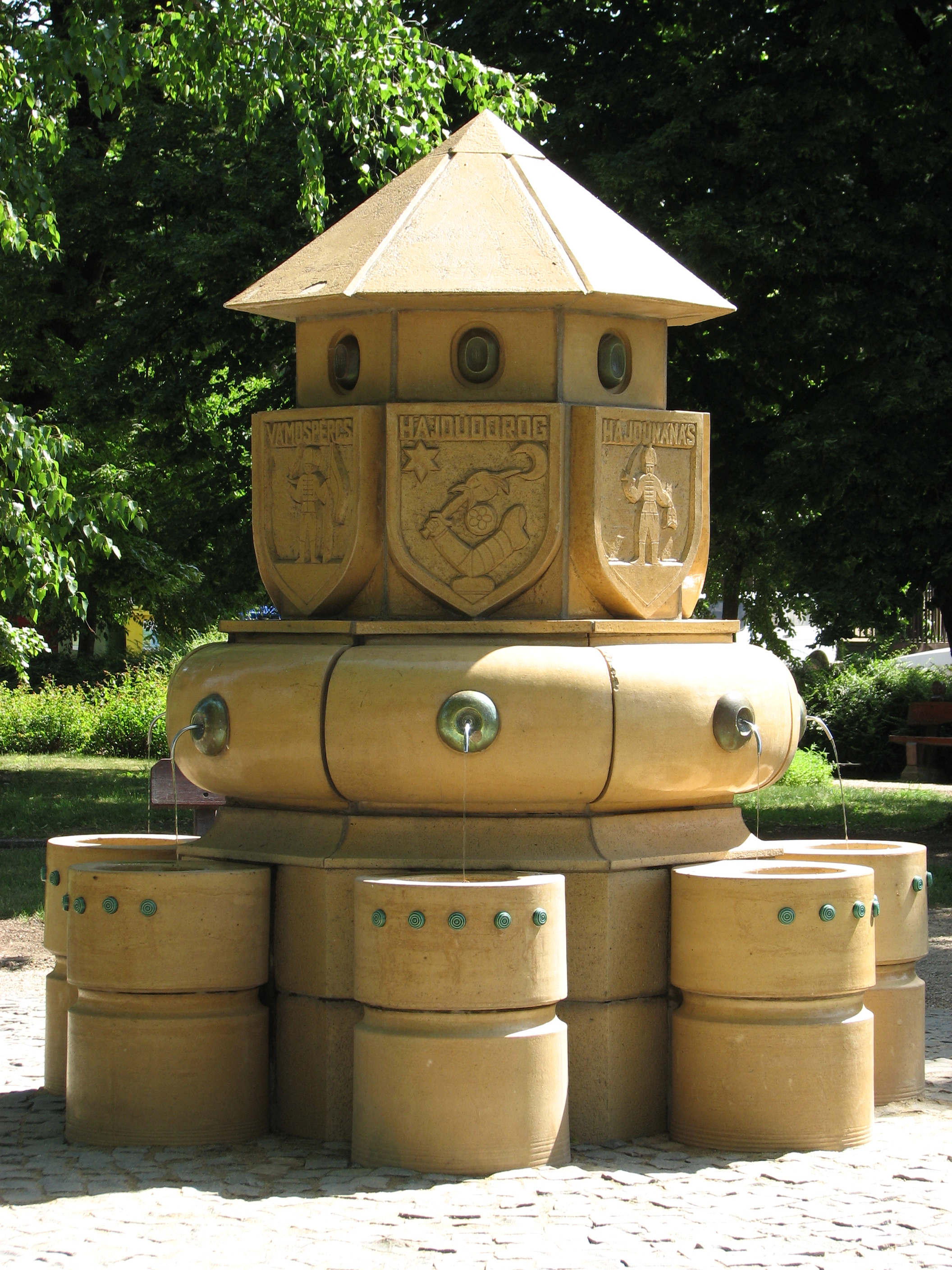
Міський бювет

## Поріднені міста
- Поденцано, Італія
- Любартів, Польща
- М'єркуря-Ніражулуй, Румунія
- Одорхею-Секуєск, Румунія
- Штей, Румунія

## Відомі люди
- Андрій (Бачинський)[3]